# La Forclaz
 La Forclaz  es una comuna y población de Francia, en la región de Ródano-Alpes, departamento de Alta Saboya, en el distrito de Thonon-les-Bains y cantón de Le Biot.
Su población en el censo de 1999 era de 195 habitantes.
Está integrada en la Communauté de communes de la Vallée d'Aulps.

## Demografía
| 202 | 200 | 194 | 170 | 177 | 195 |
| Para los censos de 1962 a 1999 la población legal corresponde a la población sin duplicidades (Fuente: INSEE [Consultar]) |     |     |     |     |     |